# Liste des monuments historiques d'Ammeldingen bei Neuerburg
La Liste des monuments historiques d'Ammeldingen bei Neuerburg contient trois monuments historiques à Ammeldingen bei Neuerburg, une municipalité allemande située dans le Land de Rhénanie-Palatinat et l'arrondissement d'Eifel-Bitburg-Prüm.

## Liste
| Monument                     | Adresse                               | Coordonnées                      | Notice | Protection | Date | Illustration                 |
| ---------------------------- | ------------------------------------- | -------------------------------- | ------ | ---------- | ---- | ---------------------------- |
| Église catholique St. Isidor | Kirchweg                              | 50° 02′ 56″ nord, 6° 16′ 36″ est |        |            |      | Église catholique St. Isidor |
| Bildstock                    | route K 59, au hameau Grimbach        | 50° 02′ 31″ nord, 6° 16′ 29″ est |        |            |      | Image manquante Téléverser   |
| Croix de chemin              | route K 59, au sud du hameau Grimbach | 50° 02′ 18″ nord, 6° 16′ 23″ est |        |            |      | Image manquante Téléverser   |